# Schmieritz
Schmieritz é um município da Alemanha localizado no distrito de Saale-Orla, estado de Turíngia.
Pertence ao Verwaltungsgemeinschaft de Triptis.

## Demografia
Evolução da população (31 de dezembro):
| - 1994 – 431 - 1995 – 454 - 1996 – 455 - 1997 – 460 | - 1998 – 472 - 1999 – 466 - 2000 – 458 - 2001 – 454 | - 2002 – 455 - 2003 – 451 - 2004 – 435 - 2005 – 427 |

Fonte: Thüringer Landesamt für Statistik